# Embelia furculosa
Embelia furculosa är en viveväxtart som beskrevs av Benjamin Clemens Masterman Stone. Embelia furculosa ingår i släktet Embelia och familjen viveväxter. Inga underarter finns listade i Catalogue of Life.